# Byblitea
Byblitea là một chi bọ cánh cứng trong họ Chrysomelidae.
Chi này được Baly miêu tả khoa học năm 1864.

## Các loài
Các loài trong chi này gồm:
- Byblitea cyaneomaculata (Bowditch, 1925)
- Byblitea deyrollei Baly, 1864
- Byblitea donckieri (Bowditch, 1925)
- Byblitea foveicollis (Bowditch, 1925)
- Byblitea rustica (Weise, 1924)
- Byblitea suffusa (Baly, 1886)